# Chế độ đốc chính
Chế độ đốc chính (tiếng Anh: Directorial system) là một chế độ được quản trị bởi tập thể, những người cùng nhau thực hiện quyền lực của một nguyên thủ quốc gia và/hoặc một người đứng đầu chính phủ.

## Chế độ đốc chính hiện tại
- Andorra: Đồng vương công (đồng cai trị)
- Bosnia và Herzegovina: Hội đồng Tổng thống (chế độ tam đầu chế)
- San Marino: Đại chấp chính (đồng cai trị)
- Thuỵ Sĩ: Hội đồng Liên bang và cơ quan hành pháp tương đương của mỗi bang
- Liên minh châu Âu: Hội đồng châu Âu và Uỷ ban châu Âu

### Cộng hoà đốc chính ở Thuỵ Sĩ
Một quốc gia hiện đang áp dụng hình thức chính phủ này là Thuỵ Sĩ, và ở mức độ thấp hơn là San Marino, nơi các hội đồng đốc chính cai trị tất cả các cấp hành chính, liên bang, bang và thành phố. Thoạt nhìn, Hội đồng Liên bang Thuỵ Sĩ có vẻ là một chính phủ nghị viện điển hình; tuy nhiên, về mặt kĩ thuật, nó không phải là một cuộc họp của các bộ trưởng, mà là một hội đồng các nguyên thủ quốc gia và đồng thời là nội các liên bang. Vị Tổng thống hiện tại của liên bang thực tế chỉ là một primus inter pares (người đứng đầu trong số những người ngang hàng) với các chức năng đại diện đặc biệt là ngoại giao với các quốc gia khác, mà không có bất kì quyền chỉ đạo hoặc điều phối hoạt động của các đồng nghiệp. Hội đồng Liên bang Thuỵ Sĩ được bầu bởi Hội nghị Liên bang trong bốn năm và bao gồm bảy thành viên, trong đó một người là tổng thống và một người là phó tổng thống theo cơ chế luân phiên, mặc dù các vị trí này chỉ mang tính biểu tượng trong các hoàn cảnh bình thường. Mối liên hệ giữa hệ thống quản lí của Thuỵ Sĩ và hệ thống tổng thống thậm chí còn rõ ràng hơn đối với chính quyền các bang, nơi mà hiện tại tất cả các đốc chính đều được bầu trực tiếp riêng lẻ bởi cử tri.

## Lịch sử
Trong lịch sử chính trị, thuật ngữ "directory" (tiếng Pháp: Directoire) nghĩa là đốc chính, chỉ hệ thống cơ quan hành pháp tập thể cấp cao, thường gồm các thành viên được định danh là "director" (đốc chính/quan chức hành pháp), xuất hiện trong nhiều bối cảnh lịch sử: Cộng hoà Ambrosian (1447–1450) tại Milan với Hội đồng 24 đốc chính quản lí thành phố; Cuộc Khởi nghĩa Bohemia (1618–1620) thông qua Chính phủ 30 đốc chính của phe Kháng Cách; Liên minh Tân Anh (1643–1686) với cơ chế điều hành bởi 8 đốc chính đại diện các thuộc địa; Thời kì Vô Thống đốc thứ nhất (1650–1672) của Cộng hoà Hà Lan khi quyền lực thuộc về Hội đồng Đại biểu các tỉnh; mô hình Hội đồng Hành pháp Tối cao 12 thành viên theo Hiến pháp Pennsylvania 1776 tại Hoa Kỳ và nổi bật nhất là chế độ đốc chính Pháp (1795–1799) – cơ quan lãnh đạo gồm 5 giám đốc (directeurs) sau Cách mạng Pháp, đánh dấu giai đoạn chuyển tiếp từ hội nghị Quốc ước sang chế độ tổng tài của Napoléon Bonaparte.
Nền đốc chính Pháp được lấy cảm hứng từ Hiến pháp Pennsylvania năm 1776, trong đó nổi bật là Hội đồng Hành pháp Tối cao gồm 12 thành viên mang tính tập thể, với vị chủ tịch trên thực tế chỉ là primus inter pares (người đứng đầu trong số những người ngang hàng). Các biến thể của hình thức chính phủ này, dựa trên mô hình Pháp, cũng được thiết lập ở các khu vực châu Âu bị Pháp chinh phục trong Chiến tranh Cách mạng Pháp. Các hệ thống đốc chính có giá trị đo lường chủ nghĩa tổng thống thấp hơn so với các hệ thống tổng thống do sự tập trung quyền lực chính trị thấp hơn trong tay một cá nhân. Các chính quyền quân sự khác với hệ thống đốc chính ở chỗ chúng không được bầu. Việc sử dụng hình thức bốc thăm để lựa chọn nhiều nhà lãnh đạo hành pháp có thể dẫn đến một hệ thống đốc chính.